# Heinrich Gottfried Bauer (Rechtswissenschaftler, 1733)

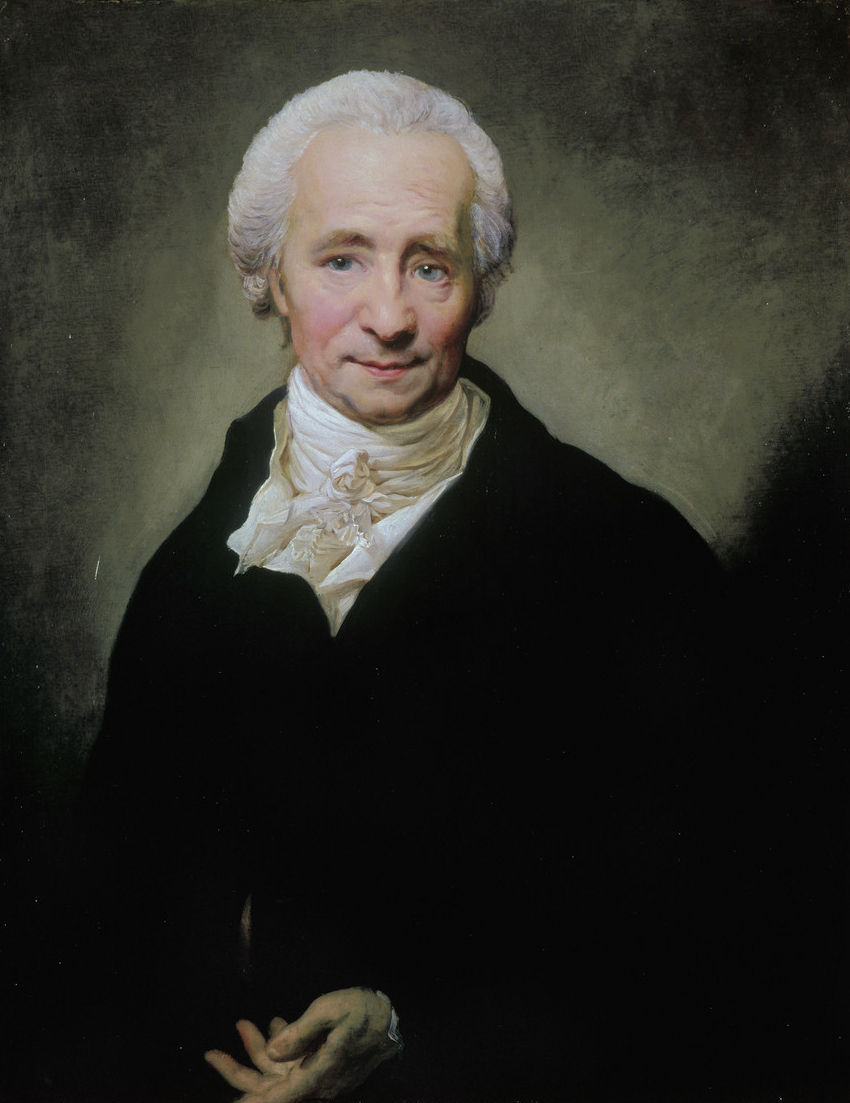
Heinrich Gottfried Bauer (1733–1811) (Anton Graff)

Heinrich Gottfried Bauer (* 22. September 1733 in Leipzig; † 4. Mai 1811 ebenda) war ein deutscher Rechtswissenschaftler.

## Leben
Heinrich Gottfried wurde als Sohn des Johann Gottfried Bauer (1695–1763) und der Henriette Wilhelmine (geb. Reinhardt) geboren und am 24. September 1733 in der Leipziger Nikolaikirche getauft. Er studierte seit 1750 an der Universität Leipzig, erwarb sich mit der Disputation De matrimonio eonscientiae (Leipzig 1760) dort 1759 den akademischen Grad eines Magisters der Philosophie und promovierte 1760 mit der Inauguraldissertation De pignore pupilli (Leipzig 1760) zum Doktor der Rechte. Noch im selben Jahr wurde er Advokat am Oberhofgericht sowie im Leipziger Konsistorium und 1763 Kollegiat des kleinen Fürstenkollegiums.
1764 wird er Substitut von Friedrich Alexander Kühnhold, womit er auch in die juristische Fakultät als Assessor substitutus gelangt war. 1765 war er ordentlicher Professor mit dem Titel de V. S. & de R. J. sowie ordentlicher Assessor der juristischen Fakultät und Assessor am Oberhofgericht. 1767 stieg er zum Professor der Institutionen auf, war 1771 Professor der Pandekten, womit er Domherr in Naumburg wurde. Nachdem man ihm 1772 die Kanonikerwürde in Wurzen übertragen hatte, wurde er 1776 kursächsischer Appellationsrat, hatte 1787 die Professur des Kodex übernommen und war schließlich 1790 Ordinarius der juristischen Fakultät. Bauer hatte sich auch an den organisatorischen Aufgaben der Leipziger Hochschule beteiligt und war im Sommersemester 1787 Rektor der Alma Mater. Bauer war Mitglied der Leipziger Freimaurerloge Balduin zur Linde.
Von den Miterben seiner Frau, einer Tochter des Adam Friedrich von Glafey, kaufte er das Rittergut oberen Teils in Stötteritz bei Leipzig, das er instand setzte und erweiterte.

## Familie
Aus seiner Ehe mit Eleonore Amalia Friederica geb. von Glafey gingen die Söhne Carl Gottfried und Moritz Gottfried hervor. Der Sohn Heinrich Gottfried (1784–1829) stammte aus seiner Ehe mit Sophia Friederica geborene von Rockenthien. Die Tochter Carolina Henriette heiratete Gottlob Regis.